# Terminalia calamansanay
Terminalia calamansanay är en tvåhjärtbladig växtart som först beskrevs av Francisco Manuel Blanco, och fick sitt nu gällande namn av Robert Allen Rolfe. Terminalia calamansanay ingår i släktet Terminalia och familjen Combretaceae. Inga underarter finns listade i Catalogue of Life.